# Hisanori Fujita
Fujita Hisanori (藤田 尚徳?; Prefettura di Aichi, 30 ottobre 1880 – Anjō, 23 luglio 1970) è stato un militare e politico giapponese.
È stato inoltre un prete scintoista e Gran Ciambellano del Giappone dal 1944 al 1947.

## Biografia
Fujita nacque nella prefettura di Aichi, dove suo padre, un ex samurai del Dominio di Tsugaru, era preside di una scuola. Frequentò la 29a classe dell'Accademia navale imperiale giapponese nel 1901, diplomandosi 15° su 115 cadetti. Uno dei suoi compagni di classe fu il futuro Primo ministro del Giappone Mitsumasa Yonai.

## Carriera
Fujita si laureò al Naval Staff College nel 1908 e nel dicembre 1911 fu assegnato al servizio sulla corazzata Shikishima.
Nel febbraio 1915, durante la prima guerra mondiale, Fujita fu inviato come addetto navale in Inghilterra e fu promosso comandante mentre era ancora assegnato all'ambasciata giapponese a Londra nel 1916. Dopo il suo ritorno in Giappone nell'ottobre 1917, divenne ufficiale esecutivo sulla corazzata Settsu per un periodo di un mese nel dicembre 1917. Successivamente ricoprì una serie di incarichi a terra fino alla fine del 1920.
Fujita raggiunse il grado di capitano nel dicembre 1920 e ricevette il suo primo comando, quello dell'incrociatore protetto Suma. Dopo una serie di incarichi a terra dal 1921 al 1924, fu nominato capitano della corazzata Kirishima il 1º dicembre 1924.
Fu promosso contrammiraglio nel dicembre 1925 e divenne direttore del dipartimento del personale del Ministero della Marina nel dicembre 1926. Nel novembre 1929, raggiunse il grado di vice ammiraglio e prese il comando dell'arsenale navale di Yokosuka. Nel giugno 1930, fu direttore del comando di costruzione navale . Fujita divenne viceministro della Marina nel giugno del 1932 e comandante in capo del distretto navale di Kure nel maggio 1934. Nell'aprile 1936, fu nominato ammiraglio a pieno titolo. Divenne consigliere della Marina nel dicembre 1936.
Fujita fu preso in considerazione per il posto di Ministro della Marina nel 1939, ma dopo una deliberazione e una consultazione con l'ammiraglio Sankichi Takahashi, si fece da parte in favore di Mitsumasa Yonai e andò nelle riserve nell'aprile 1939. Dopo il suo ritiro, Fujita prestò servizio come Sommo Sacerdote del Santuario Meiji fino alla fine di agosto 1944. Fu poi nominato Gran Ciambellano dell'Imperatore Shōwa dal 29 agosto 1944 al 3 maggio 1946, accompagnando l'imperatore ai suoi incontri con il capo delle forze di occupazione americane, il generale Douglas MacArthur. Tuttavia, a causa del passato militare di Fujita, MacArthur ordinò il suo licenziamento nel 1946.
Fujita morì ad Anjō, Aichi il 23 luglio 1970.